# The Red Thunder
The Red Thunder és un curtmetratge hispano-estatunidenc del 2015 dirigit per Álvaro Ron. Dura 8 minuts i està rodat en anglès.

## Trama
La Sarah, una adolescent nerd, necessita el cotxe nou de la seva mare per sortir amb Danny, el noi que li agrada, però la seva mare, preocupada perquè la seva filla pugui tenir un accident, no li dona permís per agafar-lo. La Sarah decideix robar-la i anar a la seva cita, però passa una cosa inesperada que canviarà la seva vida per sempre.

## Repartiment
- Allie Grant: Sarah Thun
- Miles Heizer: Danny
- Karen Strassman: Dr. Rachel Thun
- Doug Olear
- Ena Fleming
- Monique Kim: Mean Girl 1
- Chelsea Reba: Mean Girl 2
- Matilde Matteucci
- Jeffery Azzinaro
- David Saucedo
- GlennThomas Cruz
- Christopher Corey Smith

## Premis
Allie Grant va guanyar el premi a la millor actriu de curtmetratge al 30 dies. Festival de cinema fantàstic a Andorra. També va guanyar el Grifó d'or al Festival de Cinema de Giffoni i fou nominada al millor curtmetratge al XLVIII Festival Internacional de Cinema Fantàstic de Catalunya